# Маргарета фон Ханау-Лихтенберг (1463–1504)
Маргарета фон Ханау-Лихтенберг (на немски: Margarethe von Hanau-Lichtenberg; 15 май 1463, Лихтенберг; † 26 май 1504) е графиня от Графство Ханау-Лихтенберг и чрез женитба графиня на Насау-Висбаден-Идщайн.

## Произход
Тя е дъщеря на граф Филип I Стари фон Ханау-Лихтенберг-Бабенхаузен (1417 – 1480) и съпругата му Анна фон Лихтенберг (1442 – 1474), наследничка на Господство Лихтенберг. Сестра е на Филип II фон Лихтенберг-Бабенхаузен (* 31 май 1462; † 22 август 1504), граф на Бабенхаузен и Ханау-Лихтенберг, Лудвиг фон Лихтенберг-Бабенхаузен (* 23 август 1464; † 30 декември 1484).
Маргарета е погребана във Висбаден.

## Фамилия
Маргарета се омъжва на 20 юни 1484 г. (или през 1479 г.) за граф Адолф III фон Насау-Висбаден-Идщайн (* 10 ноември 1443; † 6 ноември 1511, Висбаден), щатхалтер на Гелдерн и Цутфен. Той е най-възрастният син на Йохан II фон Насау-Висбаден-Идщайн (* 1419; † 9 май 1480) и Мария фон Насау-Диленбург (* 2 февруари 1418; † 11 октомври 1472). Те имат четири деца:
- Мария Маргарета (1487 – 1548), омъжена 1501 г. за граф Лудвиг I фон Насау-Вайлбург († 28 май 1523)
- Анна (* 9 юли 1490 в Лайден; † 10 ноември 1550), омъжена за граф Хайнрих XXI фон Шварцбург-Бланкенбург († 4 август 1526 в Нордхаузен)
- Филип I (1490 – 1558), от 1511 граф на Насау-Идщайн, женен 1514 г. за Адриана де Глимес (* 1495, † 1524) (от Берген оп Зоом)
- Анна († като дете)